# Tour de Java Oriental
O Tour de Java Oriental (oficialmente: Tour of East Java) é uma competição de ciclismo profissional por etapas da Indonésia, que se disputa ao Leste da ilha de Java principalmente na província de Java Oriental.
Disputa-se desde a criação dos Circuitos Continentais da UCI em 2005 fazendo parte do UCI Asia Tour, dentro da categoria 2.2 (última categoria do profissionalismo).
As suas primeiras edições tiveram 5 etapas até 2009 que se reduziu a 3.

## Palmarés
| Ano  | Vencedor             | Segundo               | Terceiro             |
| ---- | -------------------- | --------------------- | -------------------- |
| 2005 | Ahad Kazemi          | Paul Griffin          | Robin Reid           |
| 2006 | Ghader Mizbani       | Hossein Askari        | Yasutaka Tashiro     |
| 2007 | Björn Glasner        | Jai Crawford          | Hossein Askari       |
| 2008 | Ghader Mizbani       | Ahad Kazemi           | Jai Crawford         |
| 2009 | Andrey Mizourov      | Ghader Mizbani        | Hossein Askari       |
| 2010 | Hossein Alizadeh     | Sascha Damrow         | Hari Fitrianto       |
| 2011 | Hossein Jahabanian   | Yeung Ying Hon Ronald | Hossein Alizadeh     |
| 2012 | Ivan Tsissaruk       | Lee Rodgers           | Eko Bayu Nur Hidayat |
| 2013 | José Toribio Alcolea | Hari Fitrianto        | David Clarke         |
| 2014 | Ghader Mizbani       | John Ebsen            | Amir Kolahdozhagh    |

## Palmarés por países
| País        | Vitórias |
| ----------- | -------- |
| Irão        | 6        |
| Cazaquistão | 2        |
| Alemanha    | 1        |
| Espanha     | 1        |